# SHOUT IT OUT (Da-iCEの曲)
「SHOUT IT OUT」（シャウト・イット・アウト）は、Da-iCEの楽曲。メジャー・デビュー・シングルとして、2014年1月15日にユニバーサルシグマからリリースされた。

## リリース
2011年に結成されたDa-iCEは、ライブ・イベント出演を中心に活動し、2012年12月にミニ・アルバム『Da-iCE』、2013年6月にシングル「I'll be back」をそれぞれインディーズからリリース。「Splash」と「I'll be back」の楽曲配信は、レコチョク着うた総合チャートで1位を獲得していた。2013年10月31日、自身が出演するUstreamの配信プログラム『Da-iCE.TV』において、2014年1月にメジャー・デビューすること、さらにそのデビュー曲を一般投票による企画「デビュー曲国民投票」によって決定することを発表。候補曲はライブで人気の高い「SHOUT IT OUT」・「TOKI」・「BOMB」の3曲に絞られ、同日から11月8日の間に特設サイトによる投票が行なわれ、約1万人が投票に参加した。11月9日、出演したオリコン主催のイベント『oricon Sound Blowin' 2013〜autumn〜』のステージ上でこの投票結果を発表。「SHOUT IT OUT」がメジャー・デビュー・シングルに決定した。この結果についてメンバーは「（「SHOUT IT OUT」は）ライブの1曲目にやったりとDa-iCEを代表する楽曲で、自分たちも満足しています」とコメントしている。12月、ミュージック・ビデオを公開。メンバーの希望により関和亮が監督を務めた。2014年1月15日、初回限定盤と通常盤の2種でCDをリリース。Da-iCEはこの「SHOUT IT OUT」を1stシングルと位置付けて、これ以降のシングルをカウントしている。1月27日付のオリコン週間シングルランキングで4位を記録した。

## 収録トラック

### 通常盤
1. 「SHOUT IT OUT」（作詞: MUSOH、作曲: MUSOH・Shinji Moroi） – 3:48
2. 「what you say」 （作詞: SHIROSE・sota.h、作曲: SHIROSE・Markus Bogelund） – 2:58
3. 「SHOUT IT OUT -English ver.-」（英語詞: GASHIMA） – 3:48

### 初回限定盤
CD
1. 「SHOUT IT OUT」
2. 「what you say」

DVD
1. 「SHOUT IT OUT (Music Video)」
2. 「The making of SHOUT IT OUT」